# IP-in-IP-Kapselung

IP-in-IP-Kapselung

IP-in-IP-Kapselung (englisch IP in IP encapsulation) bezeichnet in Rechnernetzen ein Tunneling-Verfahren, bei dem ein IP-Paket in einem anderen IP-Paket gekapselt wird. Das Verfahren wurde erstmals 1995 im RFC 1853 beschrieben und ein Jahr später im RFC 2003 in erweiterter Form im Standardisierungsverfahren der Internet Engineering Task Force veröffentlicht. Es bildet die Grundlage für die Paketweiterleitung von Mobile-IP-Anwendungen.

## Mobile IP
Im Anwendungsfall von Mobile IP werden die an einem speziellen Host des Heimatnetzwerkes (Home-Agent) gesendeten IP-Pakete als Nutzdaten eines anderen IP-Pakets verpackt, das im Header die sekundäre IP-Adresse des mobilen Hosts enthält. Die beim Home-Agent ankommenden IP-Pakete werden also nicht gelesen, sondern nur nochmal mit einem weiteren Header versehen und so an das Netzwerk geschickt, in dem sich der mobile Host gerade aufhält. Dabei wird das gekapselte IP-Paket gesendet:
- direkt an den mobilen Host (Co Located Care-Of-Address) oder
- an den Foreign Agent des Gastnetzwerkes (Foreign Agent Care-of-Address).